# Max Jakob
Max Jakob (Ludwigshafen am Rhein, 20 de julho de 1879 – Chicago, 4 de janeiro de 1955) foi um físico alemão, especialista em termodinâmica.

## Vida
Filho de um professor secundário judeu, estudou entre 1897 e 1903 na Universidade Técnica de Munique, onde obteve um doutorado em 1905. Entre 1903 e 1906 foi assistente no Laboratorium für technische Physik de Oskar Knoblauch.
Em 1910 começou a trabalhar na Physikalisch-Technische Reichsanstalt.
Em 1934 foi despedido por ser judeu, emigrando para os Estados Unidos.
Em 1937 foi professor do Instituto de Tecnologia de Illinois.
A Sociedade dos Engenheiros Mecânicos dos Estados Unidos (ASME) concede desde 1961 o Prêmio Memorial Max Jakob, apresentado anualmente por conquistas de destaque na área da transmissão de calor.